# Bjelovar-Križevci
Bjelovar-Križevci (en hongrois : Belovár-Kőrös ; en allemand : Bellau-Kreutz) est un ancien comitat du royaume de Croatie-Slavonie associé au royaume de Hongrie. Son siège était Bjelovar.

## Histoire
Les territoires du comitat de Belovár-Kőrös ont été occupés en tout ou en partie par les magyars relativement peu de temps après la conquête. Ces terres font plus tard partie du comitat de Somogy et de la Slavonie, jusqu'à la création du comitat à la fin du XIe siècle sous le nom de Kőrös, avec le château de Kőrös comme centre. Un curialis comes est mentionné en 1193, et il existe à partir de 1225 des données sur des ispans, des « châteaux de serfs » (várjobbágy) et des « gens du château » (várnép). Le comitat devient au XIVe siècle, avec les manoirs environnants, l'un des grands comtés nobles de Slavonie.
Entre 1526 et 1541 la partie orientale du comté passe sous domination turque tandis que la partie occidentale reste sous l'autorité des vassaux croates, avec un comitat qui se dépeuple du fait des batailles frontalières. Après 1699 et sa libération de la domination turque, la région se repeuple grâce à l'organisation des gardes-frontières de Varasd. 
Le comitat fait partie à partir de 1868 du royaume de Croatie-Slavonie. Après 1918, le territoire du comté fait partie du royaume des Serbes, Croates et Slovènes, à l'exception d'une superficie d'environ un km² du côté nord de la  ligne ferroviaire Dombóvár-Gyékényes. Il fait partie depuis 1991 de la Croatie devenue indépendante.